# Gangster Town
Gangster Town est un jeu vidéo de tir au pistolet de Sega sorti en 1987 sur Master System.

## Système de jeu
Le jeu peut se jouer en utilisant le Light Phaser Gun, pistolet conçu par Sega pour la Master System. Il propose au joueur d'incarner un policier se battant contre des dizaines de malfrats, dans une ambiance proche du Chicago de la prohibition.
De nombreux détails font de ce jeu un jeu agréable et plutôt varié, comme la possibilité de tirer dans les roues de voitures poursuivant le joueur pour les stopper, et de viser les tireurs successifs pour les neutraliser ; de nombreux objets (bouteilles, bouches d'égout, panneaux...) peuvent être détruits.
Il est possible de jouer à deux simultanément.